# ロスコー・ダッシュ
ロスコー・ダッシュ (英: Roscoe Dash、本名: ジェフリー・ジョンソン・ジュニア、1990年4月2日 - ) とはアメリカ合衆国のラッパーである。2009年、彼が19歳の時に発表した「All the Way Turnt Up」が、全米シングルチャートにて最高46位を記録したことで知られている。

## ディスコグラフィー
スタジオ・アルバム
- Ready Set Go! (2010年、海賊盤)